# Rivière Blanche (vattendrag i Kanada, Québec, lat 46,25, long -73,58)
Rivière Blanche är ett vattendrag i Kanada.   Det ligger i provinsen Québec, i den sydöstra delen av landet, 190 km nordost om huvudstaden Ottawa.
I omgivningarna runt Rivière Blanche växer i huvudsak blandskog. Runt Rivière Blanche är det ganska glesbefolkat, med 34 invånare per kvadratkilometer.